# Aljaksandr Hleb
Aljaksandr Paǔlavič Hleb (bjeloruski: Аляксандр Паўлавіч Глеб) (Minsk, 1. svibnja 1981.) umirovljeni je bjeloruski nogometaš.
Odrastao je u Minsku. Prije nogometa, trenirao je plivanje i gimnastiku. I njegov mlađi brat Vjačaslaǔ (Вячаслаў Паўлавіч Глеб) je nogometaš.
Kao junior igrao je za bjeloruske nogometne klubove Dinamo Minsk i BATE Borisov. Zapazili su ga skauti te je 2000. godine zajedno s mlađim bratom prešao je u njemački klub VfB Stuttgart. U prvoj sezoni bio je rezerva, a već u drugoj postao je jedan od glavnih igrača momčadi. U lipnju 2005. godine, prešao je u engleski Arsenal u kojem je uspješno igrao u sredini terena. Igrao je u finalu Lige prvaka 2006., u kojem je Arsenal izgubio od Barcelone 1-2. Tako je postao prvi Bjelorus koji je igrao u finalu Lige prvaka, a kasnije će 2009. godine kao igrač Barcelone postati i prvi Bjelorus koji je bio u pobjedničkoj momčadi koja je osvojila Ligu prvaka. 
Za reprezentaciju Bjelorusije igra od 2001. godine. Proglašen je najboljim bjeloruskim nogometašem 2002., 2003., 2005., 2006., 2007. i 2008. godine.

## Vanjske poveznice
- Profil na Transfermarktu
- Profil na Soccerwayu